# 柳溪
柳溪（1924年5月24日—2014年3月18日），原名纪清侁，女，河北献县人，生于天津，中国作家，天津市作家协会原副主席，中国作家协会名誉委员。